# Saint-Cyr-les-Vignes
Saint-Cyr-les-Vignes és un municipi francès situat al departament del Loira i a la regió d'Alvèrnia-Roine-Alps. L'any 2007 tenia 931 habitants.

## Demografia

### Població
El 2007 la població de fet de Saint-Cyr-les-Vignes era de 931 persones. Hi havia 344 famílies de les quals 64 eren unipersonals (40 homes vivint sols i 24 dones vivint soles), 112 parelles sense fills, 144 parelles amb fills i 24 famílies monoparentals amb fills.
La població ha evolucionat segons el següent gràfic:
Habitants censats

### Habitatges
El 2007 hi havia 402 habitatges, 346 eren l'habitatge principal de la família, 32 eren segones residències i 24 estaven desocupats. 384 eren cases i 17 eren apartaments. Dels 346 habitatges principals, 282 estaven ocupats pels seus propietaris, 58 estaven llogats i ocupats pels llogaters i 6 estaven cedits a títol gratuït; 2 tenien una cambra, 10 en tenien dues, 38 en tenien tres, 90 en tenien quatre i 206 en tenien cinc o més. 256 habitatges disposaven pel capbaix d'una plaça de pàrquing. A 130 habitatges hi havia un automòbil i a 195 n'hi havia dos o més.

### Piràmide de població
La piràmide de població per edats i sexe el 2009 era:
| Homes | Edats   | Dones |
| ----- | ------- | ----- |
| 0     | 95 o +  | 0     |
| 0     | 90 a 94 | 8     |
| 8     | 85 a 89 | 0     |
| 0     | 80 a 84 | 4     |
| 4     | 75 a 79 | 16    |
| 32    | 70 a 74 | 20    |
| 0     | 65 a 69 | 20    |
| 8     | 60 a 64 | 8     |
| 12    | 55 a 59 | 4     |
| 52    | 50 a 54 | 24    |
| 20    | 45 a 49 | 24    |
| 24    | 40 a 44 | 32    |
| 24    | 35 a 39 | 20    |
| 40    | 30 a 34 | 36    |
| 28    | 25 a 29 | 32    |
| 24    | 20 a 24 | 20    |
| 40    | 15 a 19 | 12    |
| 40    | 10 a 14 | 28    |
| 24    | 5 a 9   | 36    |
| 20    | 0 a 4   | 20    |

## Economia
El 2007 la població en edat de treballar era de 631 persones, 489 eren actives i 142 eren inactives. De les 489 persones actives 472 estaven ocupades (261 homes i 211 dones) i 17 estaven aturades (5 homes i 12 dones). De les 142 persones inactives 41 estaven jubilades, 46 estaven estudiant i 55 estaven classificades com a «altres inactius».

### Ingressos
El 2009 a Saint-Cyr-les-Vignes hi havia 342 unitats fiscals que integraven 914,5 persones, la mediana anual d'ingressos fiscals per persona era de 18.690 €.

### Activitats econòmiques
Dels 39 establiments que hi havia el 2007, 1 era d'una empresa extractiva, 1 d'una empresa alimentària, 1 d'una empresa de fabricació d'altres productes industrials, 6 d'empreses de construcció, 5 d'empreses de comerç i reparació d'automòbils, 1 d'una empresa de transport, 4 d'empreses d'hostatgeria i restauració, 3 d'empreses immobiliàries, 9 d'empreses de serveis, 3 d'entitats de l'administració pública i 5 d'empreses classificades com a «altres activitats de serveis».
Dels 11 establiments de servei als particulars que hi havia el 2009, 1 era un taller de reparació d'automòbils i de material agrícola, 1 paleta, 1 guixaire pintor, 2 fusteries, 1 lampisteria, 1 perruqueria, 1 restaurant, 2 agències immobiliàries i 1 saló de bellesa.
L'únic establiment comercial que hi havia el 2009 era una botiga de roba.
L'any 2000 a Saint-Cyr-les-Vignes hi havia 34 explotacions agrícoles que ocupaven un total de 1.100 hectàrees.

## Equipaments sanitaris i escolars
El 2009 hi havia una escola elemental.

## Poblacions més properes
El següent diagrama mostra les poblacions més properes.